# Eurhynchium meridionale
Eurhynchium meridionale là một loài rêu trong họ Brachytheciaceae. Loài này được Schimp. De Not. mô tả khoa học đầu tiên năm 1863.